# Zeppelina variosetosa
Zeppelina variosetosa är en ringmaskart som beskrevs av Harris 1971. Zeppelina variosetosa ingår i släktet Zeppelina och familjen Ctenodrilidae. Inga underarter finns listade i Catalogue of Life.